# Rosnay (Indre)
Rosnay és un municipi francès, situat al departament de l'Indre i a la regió de Centre – Vall del Loira. L'any 2007 tenia 618 habitants.

## Demografia

### Població
El 2007 la població de fet de Rosnay era de 618 persones. Hi havia 252 famílies, de les quals 92 eren unipersonals (52 homes vivint sols i 40 dones vivint soles), 68 parelles sense fills, 68 parelles amb fills i 24 famílies monoparentals amb fills.
La població ha evolucionat segons el següent gràfic:
Habitants censats

### Habitatges
El 2007 hi havia 387 habitatges, 257 eren l'habitatge principal de la família, 97 eren segones residències i 33 estaven desocupats. 360 eren cases i 18 eren apartaments. Dels 257 habitatges principals, 165 estaven ocupats pels seus propietaris, 74 estaven llogats i ocupats pels llogaters i 18 estaven cedits a títol gratuït; 7 tenien una cambra, 19 en tenien dues, 58 en tenien tres, 66 en tenien quatre i 107 en tenien cinc o més. 210 habitatges disposaven pel capbaix d'una plaça de pàrquing. A 120 habitatges hi havia un automòbil i a 112 n'hi havia dos o més.

### Piràmide de població
La piràmide de població per edats i sexe el 2009 era:
| Homes | Edats   | Dones |
| ----- | ------- | ----- |
| 0     | 95 o +  | 4     |
| 0     | 90 a 94 | 0     |
| 20    | 85 a 89 | 0     |
| 4     | 80 a 84 | 20    |
| 8     | 75 a 79 | 12    |
| 12    | 70 a 74 | 20    |
| 24    | 65 a 69 | 8     |
| 16    | 60 a 64 | 16    |
| 12    | 55 a 59 | 8     |
| 4     | 50 a 54 | 12    |
| 16    | 45 a 49 | 4     |
| 12    | 40 a 44 | 24    |
| 32    | 35 a 39 | 16    |
| 16    | 30 a 34 | 24    |
| 28    | 25 a 29 | 20    |
| 12    | 20 a 24 | 16    |
| 8     | 15 a 19 | 12    |
| 0     | 10 a 14 | 16    |
| 16    | 5 a 9   | 20    |
| 20    | 0 a 4   | 24    |

## Economia
El 2007 la població en edat de treballar era de 414 persones, 332 eren actives i 82 eren inactives. De les 332 persones actives 305 estaven ocupades (192 homes i 113 dones) i 27 estaven aturades (15 homes i 12 dones). De les 82 persones inactives 32 estaven jubilades, 27 estaven estudiant i 23 estaven classificades com a «altres inactius».

### Ingressos
El 2009 a Rosnay hi havia 238 unitats fiscals que integraven 511,5 persones, la mediana anual d'ingressos fiscals per persona era de 15.800 €.

### Activitats econòmiques
Dels 19 establiments que hi havia el 2007, 1 era d'una empresa alimentària, 1 d'una empresa de fabricació d'altres productes industrials, 4 d'empreses de construcció, 1 d'una empresa de comerç i reparació d'automòbils, 1 d'una empresa de transport, 5 d'empreses d'hostatgeria i restauració, 1 d'una empresa d'informació i comunicació, 2 d'empreses de serveis, 1 d'una entitat de l'administració pública i 2 d'empreses classificades com a «altres activitats de serveis».
Dels 6 establiments de servei als particulars que hi havia el 2009, 1 era una oficina de correu, 1 paleta, 1 fusteria, 1 lampisteria, 1 empresa de construcció i 1 restaurant.
Dels 2 establiments comercials que hi havia el 2009, 1 era una botiga de menys de 120 m² i 1 una joieria.
L'any 2000 a Rosnay hi havia 29 explotacions agrícoles que ocupaven un total de 2.672 hectàrees.

## Equipaments sanitaris i escolars
El 2009 hi havia una escola elemental integrada dins d'un grup escolar amb les comunes properes formant una escola dispersa.

## Poblacions més properes
El següent diagrama mostra les poblacions més properes.